# 2017年9月唐山收费站冲突
2017年9月唐山收费站冲突，是指2017年9月2日晚，在中国河北省唐山市开平区洼里镇境内一处长期违法设置的国道收费站发生的冲突，后升级为骚乱。

## 背景

### 当事人
杨振峰，男，回族，是唐山市古冶区古冶清真寺的阿訇，自1999年起连续四届当选古冶区政协委员，2005年至2014年连续十年被评为优秀区政协委员；《唐山劳动日报》报称其秉持非暴力的宗教理念，多次在宣讲中反对一切暴力和违法活动，并主动化解不同民族群众间的日常纠纷。其所在的古冶清真寺始建于1876年，2007年被评为唐山市五好宗教活动场所，2009年被评为唐山市四星级宗教活动场所、唐山市宗教界“弘扬爱国爱教传统、共建和谐唐山”主题教育活动先进场所，2011年被评为唐山市创建和谐寺观教堂先进单位。

### 道路設站問題
205国道唐山至古冶段又名唐古路，所设的唐山东出口路桥收费站（简称东出口收费站，又称洼里收费站）位于河北省唐山市开平区洼里镇胶泥庄村西450米处、娄子庄村村北，途经车辆每车次收取人民币5元。收费站前身是唐山市区的东立交桥收费站，系2004年由唐山城建路桥投资有限公司迁建至现址、改为现名，管理亦由同公司负责，迁建后当初批复的新收费年限为20年（至2024年）。
2015年1月9日，唐山市国土资源局开平分局在答复娄子庄村民信访收费站非法占地时表示，2004年，经唐山市、开平区两级政府协调，将唐山市东出口路桥收费扎由元税务装迁至开平区洼里镇娄子庄村北处，由唐山城建路桥投资有限公司负责迁建。2014年8月16日，唐山城建路桥投资有限公司与洼里镇娄子庄村委会签订协议，以租赁的方式租用娄子庄村南册集体土地(耕地)37亩用于修建收费站办公场所，但该办公场所至2015尚未取得合法用地手续，属违法用地。据了解，收费站建办公场所只用了18亩土地，其余19亩土地转租给了别人用于商业经营。
根据《中国消费者报》2016年的报道，该收费站附近路段路况不佳，路面破损较严重，居民质疑所收费用为何不能用来修缮路面；还有居民反映省里2009年就已明文要求取消，抱怨收费不合理。记者找到2009年12月8日一份河北省政府办公厅公函，证实确有其事，但唐山市政府迟迟未予执行；该市城市管理局则称该收费站是经营性收费，城管局无权过问。而2015年市国土局对收费站非法占地拖延解决，解释是一直未能联系上唐山市路桥投资有限公司的法人，因此未能完成问询笔录，而无法向法院移交案件。

### 輿論背景
在中国，政府时常以民族团结为由，限制对回族、穆斯林、伊斯兰教等议题的公共讨论。中华人民共和国民族政策和中华人民共和国宗教自由度饱受争议，批判宗教特权被限制，一些汉族人认为这些穆斯林有特殊待遇，汉族受到逆向歧视。中国的回族与汉族之间由于历史原因造成存有一定的族群矛盾，加上近年来被官方发布的「伊斯兰暴恐事件」趋于增加，网络上对伊斯兰教的批判趋向上升。而穆斯林的一些习俗和做法在网络上被部分网民认为是封闭落后的，与现代社会格格不入，甚至于威胁自由、绑架世俗社会，被冠以绿教、绿绿等带有歧视意味的称呼。

## 时间线
2017年9月2日下午六时左右，杨振峰驾车自东向西、从古冶向唐山方向行驶，在经过东出口收费站时，欲从已关闭的收费口出站，收费站工作人员王浩见状阻拦，双方发生口角，之后演变成肢体冲突。冲突中双方均有受伤，工作人员胳膊与头部有划痕和抓痕，而杨振峰头部有受伤的迹象。
受伤之后，杨振峰使用社交软件从开平区夏庄等地召集回民到现场声援。这些穆斯林群众不满收费站做法，将收费站围堵，加之收费站领导未按他们的要求出面，情绪愈发激动，开始冲击收费站，破坏收费站设施。虽有巡特警大队持防暴盾人士赶到现场，试图用手中盾牌驱散示威者，但因对方人数众多，最终仍未能阻止事态演变成骚乱；收费站的玻璃窗被砖块和石头砸破，控制中心的电脑也遭毁坏，收费站人员各自躲避，整个收费站一片狼藉。现场视频显示，持盾牌的防暴警察与聚集者发生推撞，头戴白色帽子的聚集者则以石块攻击警察，还一度传出要求警察跪下的叫喊声，警察被打到下跪。
根据网上流传的一份情况反馈，警方在向区政府作报告时，称有百余名回族人员堵塞收费站两边道路，冲突原因是杨振峰因收费口车辆较多，想从封闭车道通过；而另有传言指杨是想利用宗教身份走封闭车道。上交情况反馈之时，收费站领导已安排人送杨振峰去医院检查，警方将王浩以涉嫌打人带回派出所做笔录，作为治安案件立案调查。另一份流传的政府报告中，古冶区政府用词则是杨振峰因故被收费站工作人员殴打。
9月3日上午，开平区政府外聚集数百名回民，要求政府交代事件，现场还有河北、山东等地回民进行示威活动。事件过后，收费站已不能正常服务，车辆通过时免费放行。有消息指，冲突事件发生后，已有回民遭警方逮捕。
9月5日，网络上盛传唐山市政府已和冲突方和解，准备向回民道歉，并赔偿400至500万，还承诺使用财政预算重修当地清真寺，以求息事宁人；还有传言指穆斯林要求拆除收费站等。对于上述传言，唐山市政府9月6日在接受电话采访时予以否认，称不可能由政府向穆斯林道歉，此事属很小的个人纠纷，赔偿也是由双方个人协商。

## 审查与讨论
一如既往地，由于中华人民共和国新闻审查和中华人民共和国网络审查的存在，以及涉及种族、宗教问题，加上中国共产党第十九次全国代表大会即将召开，该事件几乎没有任何中国大陆媒体报道，唐山官方为维稳也是全力封锁消息。不仅政府人员均三缄其口，中国大陆网络上关于此事件的视频和文章也悉数遭删除，“唐山收费站”和“唐山阿訇”等词在新浪微博上成为搜索敏感词。
当地一些居民表达了赞同打砸的看法。古冶区一位回族女性在接受采访时，说收费站来5元去5元，收费太过不合理，早就应该砸。一些村民称收费站非法占地建立，取消数年还收费，很久前便对其不满，还说政府对回民都会高看一眼；另一位当地人也认为有少数民族闹事时，为避免事态扩大，政府通常会作出让步。
此宗与穆斯林有关的事件在中国互联网用户中还是引发了一定程度的讨论，且网络上意见并不统一。有网民认为该收费站违规占地建设办公楼，长时间超期收费，汉族不敢吭声，回族为汉族出气，不算闹事，早就该砸；另一些网民则批评这些穆斯林是暴徒，仗着少数民族享有特权，“穆中无人，穆无法纪，被官方宠坏”，主张政府应该对此严惩不贷。听闻政府准备赔偿500万的传言，有网民模仿中国以前签订的不平等条约，创作“中穆唐山条约”，讽刺穆斯林聚众闹事，以及政府对穆斯林态度过于软弱。